# Bebhionn
Bebhionn  är en av Saturnus månar. Den upptäcktes av Scott S. Sheppard, David C. Jewitt, Jan Kleyna och Brian G. Marsden år 2005, och gavs den tillfälliga beteckningen S/2004 S 11. Bland Saturnus månar är den numrerad som XXXVII, det vill säga som nummer 37.
Bebhionn är 6 kilometer i diameter och har ett genomsnittligt avstånd på 16 950 000 kilometer från Saturnus. Den har en lutning av 41° mot ekliptikan (18° till Saturnus ekvator) och med en excentricitet av 0,333. Den tillhör den galliska gruppen av Saturnus månar tillsammans med Albiorix, Erriapo och Tarvos och är gruppens minsta medlem. Den galliska gruppen har en prograd rörelse, men de räknas ändå till de irreguljära satelliterna på grund av deras äggformade och vinklade banor. Gruppens gemensamma banelement tyder på ett gemensamt ursprung ur en större himlakropp, som brutits sönder. Observationer efter upptäckten har emellertid avslöjat att den största medlemmen i gruppen, Albiorix, uppvisar två olika färger: en röd nyans som överensstämmer med Erriapo och Tarvos, och en nyans med mindre rött. Det har därför föreslagits att Erriapo och Tarvos kan vara fragment från Albiorix, som lämnat en stor, mindre röd krater efter sig, när de brutits loss.
Omloppstiden för Bebhionn har uppmätts med ISS-kameran i Cassini-Huygens till cirka 16 timmar.

## Namngivning
Månen är namngiven efter Bébinn i irländsk mytologi, födelsens gudinna, känd för sin stora skönhet.